# Synagoge (St. Ingbert)

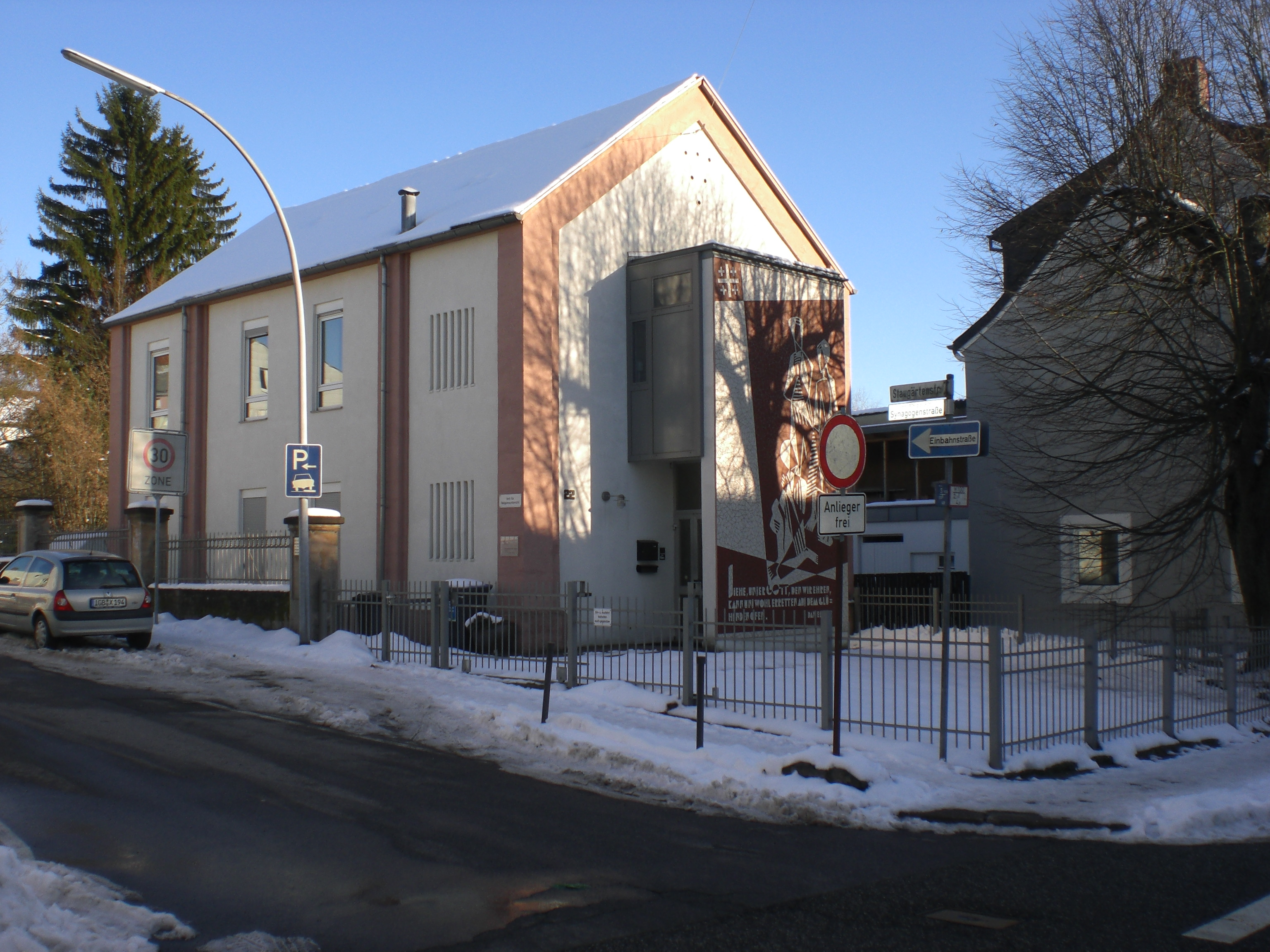
Ehemalige Synagoge St. Ingbert

Die Synagoge St. Ingbert war ein jüdisches Gotteshaus im saarländischen, seinerzeit bayerischen St. Ingbert. Das Gebäude an der Ecke Josefstaler Straße – Staugärtenstraße ist heute stark verändert und beherbergt nun das protestantische Amt für Religionsunterricht.

## Geschichte
Nach ersten Ansiedlungen von Juden in der aufstrebenden Industriestadt mit Mendel Beer 1810 und der Erteilung der Stadtrechte, wahrscheinlich 1829, wuchs das Bedürfnis, ein eigenes Gotteshaus zu haben. Nach 1860 war die Anzahl der Gemeindeglieder auf über 50 gestiegen und der kleine Gebetsraum im Hause des Seifenfabrikanten Wolfgang Kahn (–1888) Poststraße, Ecke Ludwigstraße wurde zu beengt. Zudem benötigte Kahn den Raum selbst zur Vergrößerung seines Geschäftes. Er stellte der Gemeinde für 1400 Gulden sein Grundstück Josefstaler Straße 22 zur Verfügung, und die Gemeinde richtete einen Baufonds ein. Bis 1875 kamen 3000 Gulden zusammen, der Kostenvoranschlag belief sich auf 5300 Gulden. Die Restfinanzierung erfolgte mithilfe eines Darlehens, sodass der Bauplan im April 1875 genehmigt wurde. Ausführende Baufirmen waren Johann Josef Hellenthal für die Maurerarbeiten und Georg Uhl für die Zimmermannsgewerke sowie weitere St. Ingberter Handwerker.
Die Einweihung fand am 14. Januar 1876 unter großer Anteilnahme der Bevölkerung statt, die große Toleranz anderen Religionen gegenüber zeigte. Der St. Ingberter Anzeiger schrieb dazu:

„Der ansehnliche Festzug bewegte sich programmgemäß um 2 Uhr durch Überbringung der heiligen Thora-Rollen, unter Böllerschießen und Musik durch die beflaggten Straßen von der alten zur neuen Synagoge, allwo der Herr kgl. Bezirksamtmann nach vorheriger Ansprache die Thüre der neuen Synagoge öffnete, deren Inneres einfach und geschmackvoll, die Theilnehmer nicht alle zu fassen vermochte und wo durch eine erhebende kirchliche Feier das schöne gestrige Fest seinen Abschluß fand.“

Die Mitglieder der israelitischen Gemeinde waren ins Sozialgefüge vollständig integriert. Viele Mitbürger jüdischen Glaubens übten bürgerliche Berufe aus, so auch Wolfgang Kahn, der in der öffentlichen Verwaltung arbeitete. Zudem galt seine Seifenfabrik mit 70 Mitarbeitern als seinerzeit wichtiger Arbeitgeber und war Armeelieferant. Nach Bayerischem Recht war die St. Ingberter Kultusgemeinde eine Privatkirchengesellschaft, deren Status mit dem eines eingetragenen Vereins vergleichbar war. Seit 1852 nannte sie sich „Israelitische Kultusgemeinde St. Ingbert (Pfalz)“. Die Gemeinde gehörte zusammen mit Zweibrücken, Homburg, Blieskastel, Ixheim und Gersheim zum Rabbinatsbezirk Zweibrücken, der 1911 nach Pirmasens verlegt wurde.
Nach dem Zweiten Weltkrieg, in dem die jüdische Bevölkerung nahezu ausgelöscht worden oder zuvor ausgewandert war, fanden noch drei Gottesdienste unter amerikanischer Protektion statt. 1947 richtete die benachbarte Gemeinde der Christuskirchengemeinde in der ehemaligen Synagoge einen Betsaal ein, später jedoch erfolgte die Rückübertragung an die Synagogengemeinde Saar. Diese wiederum verkaufte den Besitz an die protestantische Kirchengemeinde.
Während des anschließenden Umbaus wurde insbesondere die äußere Gestalt des Gebäudes massiv verändert. Am Eingangsportal entstand ein Mosaik des aus Schnappach stammenden Künstlers Fritz Berberich, das die alttestamentliche Erzählung der drei Jünglinge Schadrach, Meschach und Abed-Nego im Feuerofen wiedergibt. Unter dem Wandbild wird aus dem Buch Daniel (Dan 3) zitiert: „Siehe, unser Gott, den wir ehren, kann uns wohl aus dem Feuerofen erretten“.
Bereits 1860 konnte die Jüdische Gemeinde St. Ingbert ein eigenes Schulgebäude einweihen, in dem eine Elementarschule eingerichtet wurde. Im Obergeschoss befand sich eine Lehrerwohnung. Jüdische Schulen galten grundsätzlich als Privatschule, was so auch im Interesse der jüdischen Gemeinde war, weil sie so ihre Vorstellungen bei der Vermittlung ihrer Kultur, ihrer Sprache und Religion verwirklichen konnte. Die Oberaufsicht hatte neben dem zuständigen Bezirksrabbiner auch die staatliche Bezirksregierung. Das Schulhaus befand sich gleich auf dem Nachbargrundstück, Josefstaler Straße 20.